# Лаффит-Тупьер
Лаффи́т-Тупье́р (фр. Laffite-Toupière, окс. Era Hita Topièra) — коммуна во Франции, находится в регионе Юг — Пиренеи. Департамент — Верхняя Гаронна. Входит в состав кантона Сен-Мартори. Округ коммуны — Сен-Годенс.
Код INSEE коммуны — 31260.

## География
Коммуна расположена приблизительно в 650 км к югу от Парижа, в 70 км к юго-западу от Тулузы.
По территории коммуны протекает река Ну.

## Климат
Климат умеренно-океанический. Зима мягкая и снежная, весна характеризуется сильными дождями и грозами, лето сухое и жаркое, осень солнечная. Преобладают сильные юго-восточные и северо-западные ветры.

## Население
Население коммуны на 2010 год составляло 85 человек.
| 1962 | 1968 | 1975 | 1982 | 1990 | 1999 | 2010 |
| ---- | ---- | ---- | ---- | ---- | ---- | ---- |
| 112  | 93   | 76   | 80   | 81   | 70   | 85   |

## Администрация
| Период | Период | Фамилия         | Партия | Примечания |
| ------ | ------ | --------------- | ------ | ---------- |
| 2001   | 2008   | Луи Кас         |        |            |
| 2008   | 2020   | Жан-Клод Фуркад |        |            |

## Экономика
В 2010 году среди 56 человек трудоспособного возраста (15—64 лет) 39 были экономически активными, 17 — неактивными (показатель активности — 69,6 %, в 1999 году было 57,8 %). Из 39 активных жителей работали 32 человека (19 мужчин и 13 женщин), безработных было 7 (4 мужчины и 3 женщины). Среди 17 неактивных 4 человека были учениками или студентами, 8 — пенсионерами, 5 были неактивными по другим причинам.

## Достопримечательности
- Церковь Св. Архангела Михаила